# Ialta
Ialta (en ucraïnès i en rus Ялта) és una ciutat de la República Autònoma de Crimea a Ucraïna, situada a la riba septentrional de la mar Negra. Fins a la darreria del segle xv va ser coneguda com a Yalita. El 2014 tenia 76.746 habitants.
La ciutat oficialment pertany a Ucraïna, va ser ocupada el 2014 per Rússia i va ser anexionada de facto al Districte Federal del Sud.

## Història
Al segle xix, la ciutat es va convertir en un centre balneari i turístic per a l'aristocràcia russa. Leo Tolstoi hi passava els estius i Anton Txèkhov el 1898 hi va comprar una casa («la Datxa Blanca»), on va viure fins al 1902. El 1889 es va acabar el Palau Massandra al nord de Ialta, un encàrrec del tsar Alexandre II. Nicolau II va fer construir el Palau Livàdia al sud-oest el 1911.
Durant e lsegle xx era el principal centre turístic de la Unió Soviètica. El 1920, Vladimir Lenin va emetre un decret «Sobre l'ús de Crimea per al tractament mèdic dels treballadors» per fer-ne una zona turística per als descans de proletaris mereixedor. S'hi van construir nombrosos sanatoris obrers a la ciutat i als afores. De fet, no hi havia gaire altres llocs on els ciutadans soviètics poguessin venir per unes vacances al mar, ja que viatges a l'estranger eren prohibits. L'elit soviètica també hi estiuejava; el primer ministre soviètic, Ióssif Stalin, va utilitzar el Palau Massandra com a residència d'estiu.
És conegut per la Conferència de Ialta del febrer de 1945 on les delegacions de les tres potències aliades: la Unió Soviètica, els Estats Units i el Regne Unit, van pactar el final de la Segona Guerra Mundial i el repartiment posterior del món.

## Ciutats agermanades
La ciutat de Ialta està agermanada amb les següents localitats:
- Baden-Baden, Alemanya
- Batumi, Geòrgia
- Galaţi, Romania
- Margate, Regne Unit
- Niça, França
- Pärnu, Estònia
- Pozzuoli, Itàlia
- Rijeka, Croàcia
- Santa Bàrbara, Estats Units
- Sanya, Xina
- Ohrid, Macedònia del Nord

## Galeria d'imatges

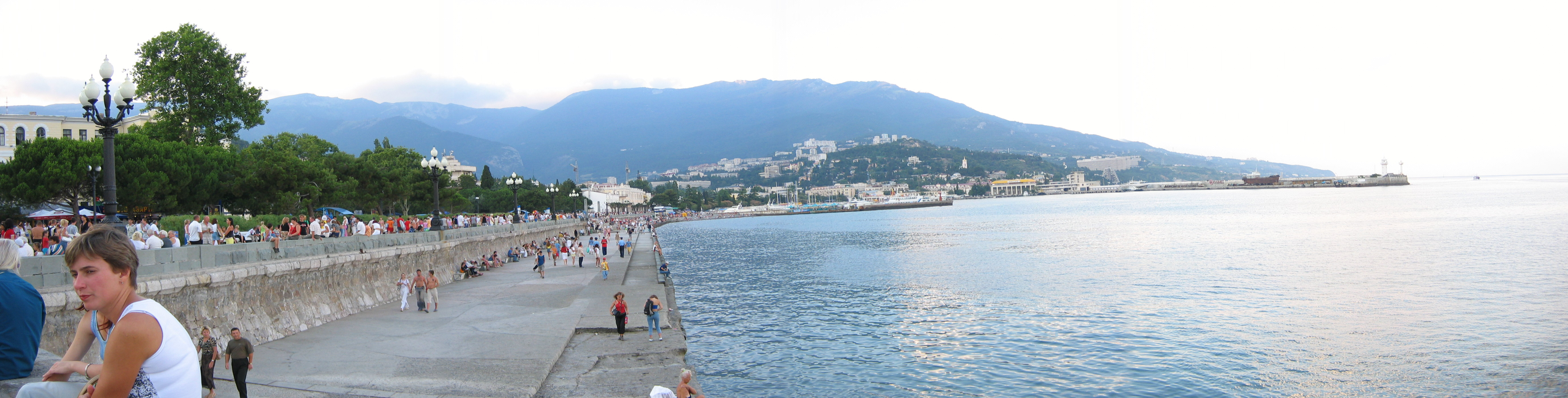
Platja de Ialta
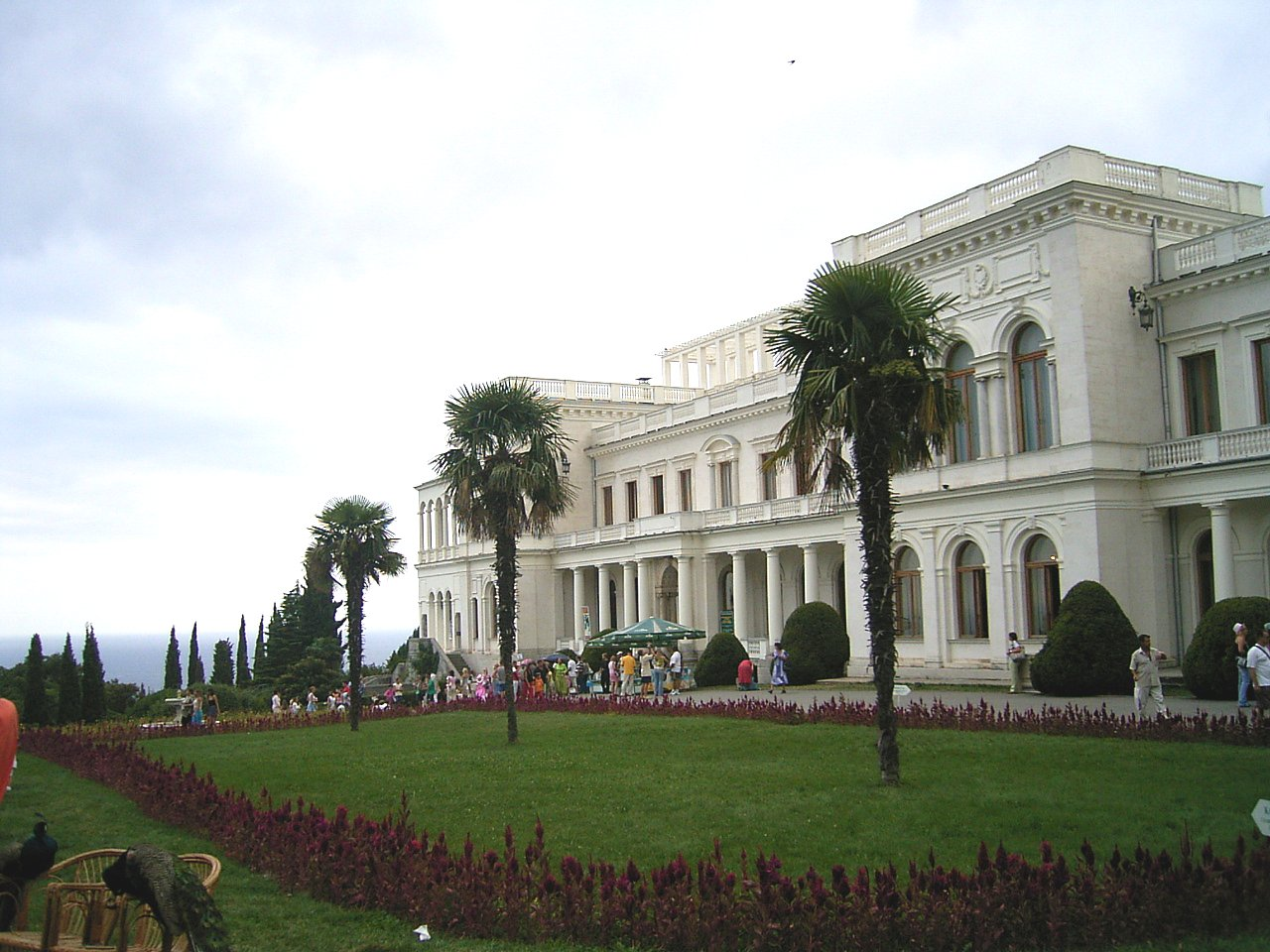
Palau de Livàdia, seu de la conferència de 1945
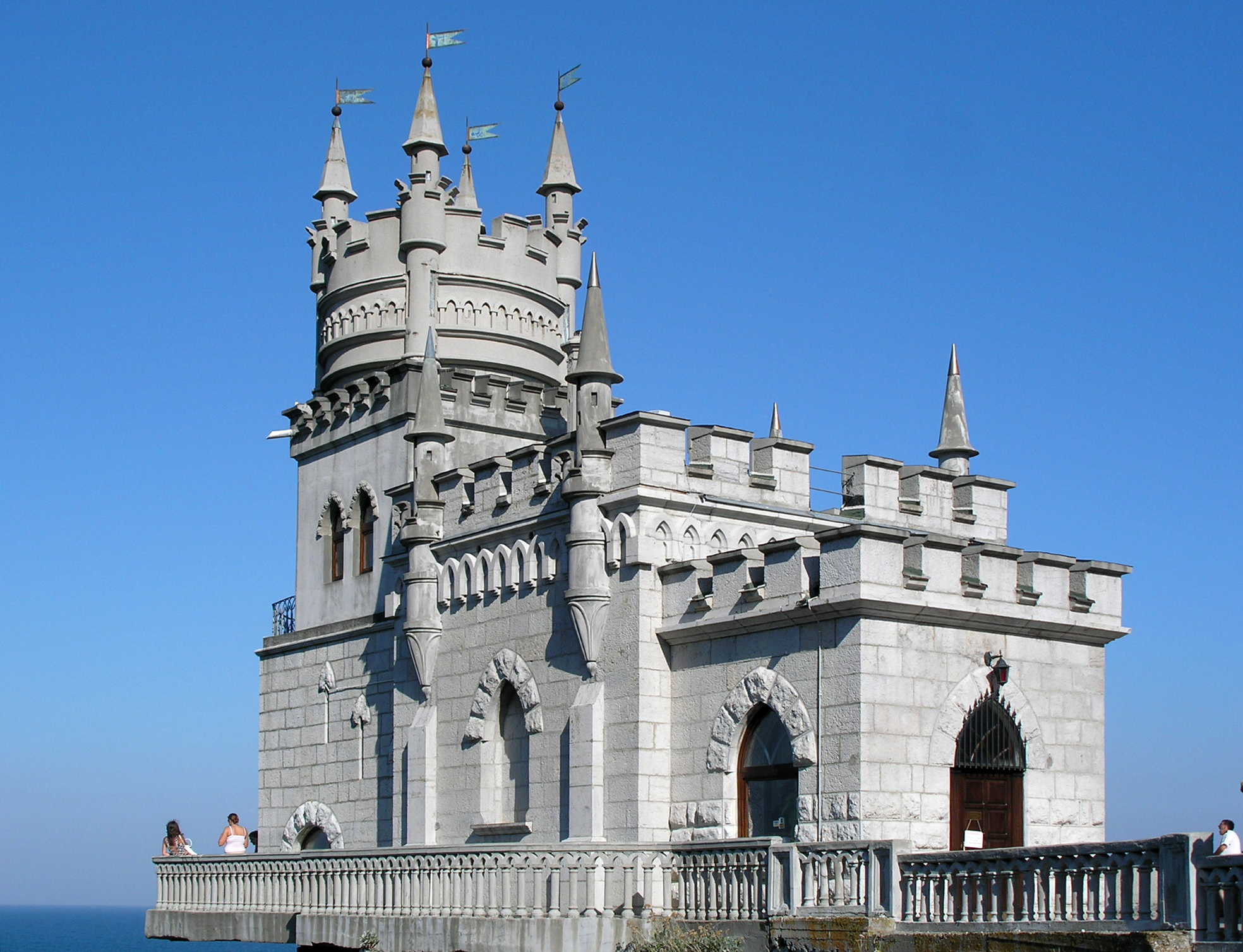
Castell «Niu d'ocell» a Ialta
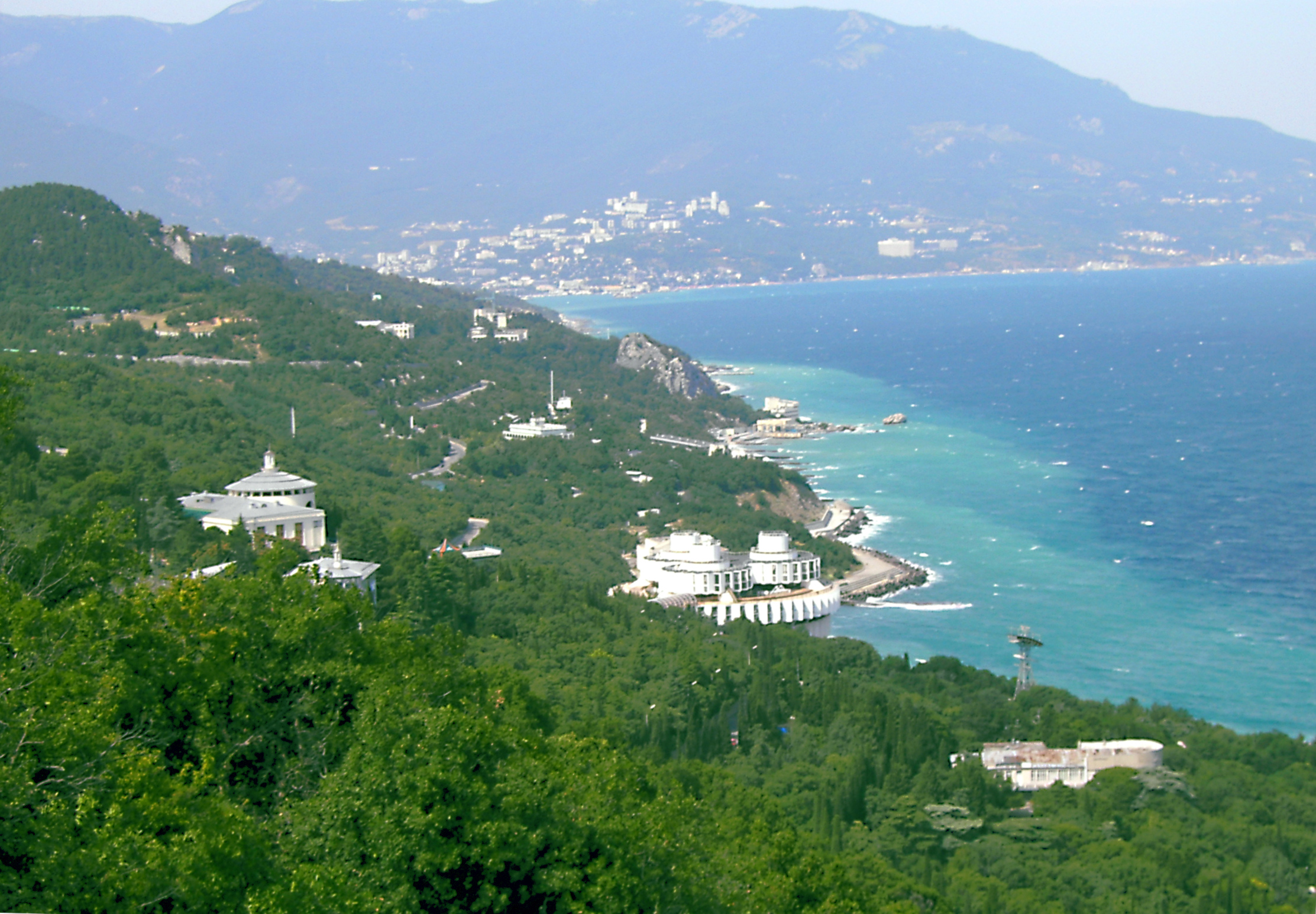
Costa de Ialta i les muntanyes de Crimea